# UGC 12158
UGC 12158 è una galassia a spirale barrata (Sb) situata nella costellazione di Pegaso a circa 384 milioni di anni luce dalla Terra. Ha un diametro approssimativamente di 140.000 anni luce. Si ritiene che la sua morfologia sia molto simile a quella della nostra Via Lattea. Fa parte di un piccolo gruppo di galassie denominato USGC U822.
In questa galassia, nel 2004, è stata registrata una supernova di tipo Ia designata SN 2004ef.